# Lukàs Vyntra
Lukàs Vyntra (en grec: Λουκάς Βύντρα; nascut el 5 de febrer de 1981) és un futbolista professional grec que juga com a defensa pel Hapoel Tel Aviv FC i per la selecció de futbol de Grècia.